# Brisbane Blazers
Brisbane Blazers was een Australische basketbalclub voor dames uit Brisbane, Queensland actief in de Women's National Basketball League, de hoogste Australische damesbasketbalcompetitie.
Het team werd opgericht in 1982 als Brisbane Comets. In 1983 wordt de naam Brisbane Lady Bullets. In 1992 krijgt het team haar laatste naam Brisbane Blazers. Het team werd nooit kampioen van de Women's National Basketball League. In 1986 haalde ze de halve finale. Ze verloren van Australian Institute of Sport met 64-61. In 1998 hield de club op te bestaan.

## Bekende (oud-)spelers
- Sandy Brondello
- Jenny Whittle